# Municipio de Spring Arbor
El municipio de Spring Arbor (en inglés: Spring Arbor Township) es un municipio ubicado en el condado de Jackson en el estado estadounidense de Míchigan. En el año 2010 tenía una población de 8267 habitantes y una densidad poblacional de 89,28 personas por km².

## Geografía
El municipio de Spring Arbor se encuentra ubicado en las coordenadas 42°12′20″N 84°32′17″O / 42.20556, -84.53806. Según la Oficina del Censo de los Estados Unidos, el municipio tiene una superficie total de 92.59 km², de la cual 90.9 km² corresponden a tierra firme y (1.83%) 1.7 km² es agua.

## Demografía
Según el censo de 2010, había 8267 personas residiendo en el municipio de Spring Arbor. La densidad de población era de 89,28 hab./km². De los 8267 habitantes, el municipio de Spring Arbor estaba compuesto por el 95.49% blancos, el 1.49% eran afroamericanos, el 0.25% eran amerindios, el 0.88% eran asiáticos, el 0.02% eran isleños del Pacífico, el 0.33% eran de otras razas y el 1.54% pertenecían a dos o más razas. Del total de la población el 1.72% eran hispanos o latinos de cualquier raza.